# Stephan Veen
Stephan Patrick Veen (Groninga, 27 luglio 1970) è un ex hockeista su prato olandese, di ruolo attaccante, vincitore dell'oro olimpico a Atlanta 1996 e Sydney 2000.
Ai Giochi olimpici vanta anche un quarto posto a Barcellona 1992, in carriera vinse anche due Campionati mondiali (Lahore 1990 e Utrecht 1998) ed un Hockey Champions Trophy (Amstelveen 2000).
Nel 1998 e nel 2000 è stato eletto WorldHockey Player of the Year dalla International Hockey Federation.
É marito di Suzan van der Wielen, anche lei giocatrice di hockey su prato della Nazionale femminile e vincitrice di due bronzi olimpici.

## Palmarès
- Giochi olimpici

Atlanta 1996: oro.
Sydney 2000: oro.
- Campionati mondiali

Lahore 1990: oro.
Utrecht 1998: oro.
- Hockey Champions Trophy

Brisbane 1999: bronzo.
Berlino 1999: argento.
Amstelveen 2000: oro.
- Campionati europei

Parigi 1991: argento.
Dublino 1995: argento.
Padova 1999: argento.